# Mitrofan (Rusinow)
Mitrofan, imię świeckie: Jewłampij Władimirowicz Rusinow (ur. 28 września?/10 października 1881 w Kazince, zm. 23 czerwca 1938 w Kopyłach k. Połtawy) – rosyjski biskup prawosławny.

## Życiorys
Był jednym z sześciorga dzieci prawosławnego diakona Władimira Rusinowa. Jego brat Joann (po ślubach zakonnych Tichon) również został prawosławnym biskupem. W 1904 ukończył seminarium duchowne w Woroneżu, a następnie w 1915 Petersburską Akademię Duchowną z tytułem kandydata nauk teologicznych. Od 1916 do 1918 wykładał w seminarium duchownym w Woroneżu, do momentu jego zamknięcia przez władze bolszewickie. Prawdopodobnie jeszcze przed likwidacją szkoły Jewłampij Rusinow złożył wieczyste śluby mnisze, zaś przed 1921 został podniesiony do godności archimandryty. W 1923 przystąpił do ruchu Żywej Cerkwi i w jego ramach przyjął z rąk biskupa Serafina (Mieszczeriakowa) chirotonię na biskupa łukojanowskiego, wikariusza eparchii niżnonowogrodzkiej. Już w roku następnym biskup Mitrofan rozczarował się co do celów i działalności ruchu odnowicielskiego i złożył akt pokutny przed patriarchą moskiewskim i całej Rusi Tichonem, dzięki czemu mógł zostać na nowo przyjęty do Rosyjskiego Kościoła Prawosławnego i po raz drugi, tym razem kanonicznie, zostać wyświęconym na biskupa. W 1924 został wyznaczony na biskupa pomocniczego eparchii orłowskiej z tytułem biskupa wołchowskiego; jeszcze w tym samym roku został wikariuszem eparchii woroneskiej z tytułem biskupa urazowskiego.
Aresztowany w grudniu 1924 w Woroneżu, odmówił wszelkiej współpracy z OGPU. Oskarżony o prowadzenie kontrrewolucyjnej agitacji, w tym szerzenie idei samodzierżawia, przebywał do marca 1925 w areszcie. Po zwolnieniu na nowo został wikariuszem eparchii woroneskiej, tym razem z tytułem biskupa wałujskiego. Poparł ruch grigoriewców i przez pewien czas zasiadał w jego najwyższych organach, jak i pełnił obowiązki grigoriewskiego biskupa woroneskiego. Ponownie wrócił do kanonicznej Cerkwi Rosyjskiej w 1932, składając akt pokutny przed metropolitą moskiewskim Sergiuszem, locum tenens patriarchatu. Został wyznaczony na biskupa starooskolskiego. W 1937 przeniesiony na katedrę połtawską, którą zarządzał do swojego aresztowania w lutym roku następnego. Duchownego zatrzymano razem z 38 innymi osobami i oskarżono o kierowanie spiskiem antypaństwowym o charakterze monarchistycznym i faszystowskim. Skazany na śmierć przez rozstrzelanie, został stracony w czerwcu 1938 w Kopyłach. W 1990 zrehabilitowany.